# George Town (îles Caïmans)
Pour les articles homonymes, voir Georgetown.
George Town est la capitale des îles Caïmans, dans les Antilles britanniques. Avec plus de 27 000 habitants en 2010, il s'agit de la plus grande ville de l'archipel,, ainsi d'ailleurs que de tous les territoires britanniques d'outre-mer.
George Town est le cœur de l'industrie de la finance aux îles Caïmans. Grâce à la législation fiscale spécifique du territoire, on compte plus de 600 banques dans la cité[réf. nécessaire]. De nombreux yachts de luxe sont immatriculés à George Town en raison de la fiscalité avantageuse des iles Caimans en tant que paradis fiscal et pavillon de complaisance.

## Géographie

### Situation
George Town se situe sur la côte sud-ouest de Grand Cayman, la plus grande et la plus occidentale des îles Caïmans. La ville s'étend à l'est jusqu'au district de South Shore, au nord jusqu'à l'aéroport international Owen Roberts, au sud jusqu'à Hog Sty Bay et à l'ouest jusqu'à Seven Mile Beach (en) et le district de West Bay.

### Climat
| Mois                                | jan. | fév. | mars | avril | mai | juin | jui. | août | sep. | oct. | nov. | déc. | année |
| ----------------------------------- | ---- | ---- | ---- | ----- | --- | ---- | ---- | ---- | ---- | ---- | ---- | ---- | ----- |
| Température minimale moyenne (°C)   | 23   | 22   | 23   | 25    | 26  | 27   | 27   | 27   | 26   | 26   | 25   | 23   | 25    |
| Température moyenne (°C)            | 25   | 25   | 26   | 27    | 27  | 28   | 28   | 28   | 28   | 27   | 27   | 25   | 27    |
| Température maximale moyenne (°C)   | 26   | 26   | 27   | 28    | 29  | 30   | 30   | 30   | 30   | 29   | 28   | 27   | 28    |
| Précipitations (mm)                 | 50   | 36   | 25   | 53    | 160 | 162  | 155  | 163  | 196  | 226  | 116  | 62   | 1 404 |
| Nombre de jours avec précipitations | 5    | 4    | 4    | 4     | 7   | 7    | 7    | 8    | 9    | 10   | 9    | 6    | 80    |

## Gouvernement
Les édifices politiques des îles Caïmans sont situés à George Town : l'Assemblée législative, les cours de justice et le bâtiment du gouvernement. Celui-ci héberge les bureaux du chef du gouvernement et des autres membres du Cabinet, le Deputy Governor (en) et son équipe ainsi que les officiels élus et les fonctionnaires.
L'ancien bâtiment des Old Courts est situé au coin de Shedden Road et Harbour Drive, et abrite actuellement le musée national de Grand Cayman. Construit il y a plus de 150 ans, il a également servi de prison et de poste.

## Transports

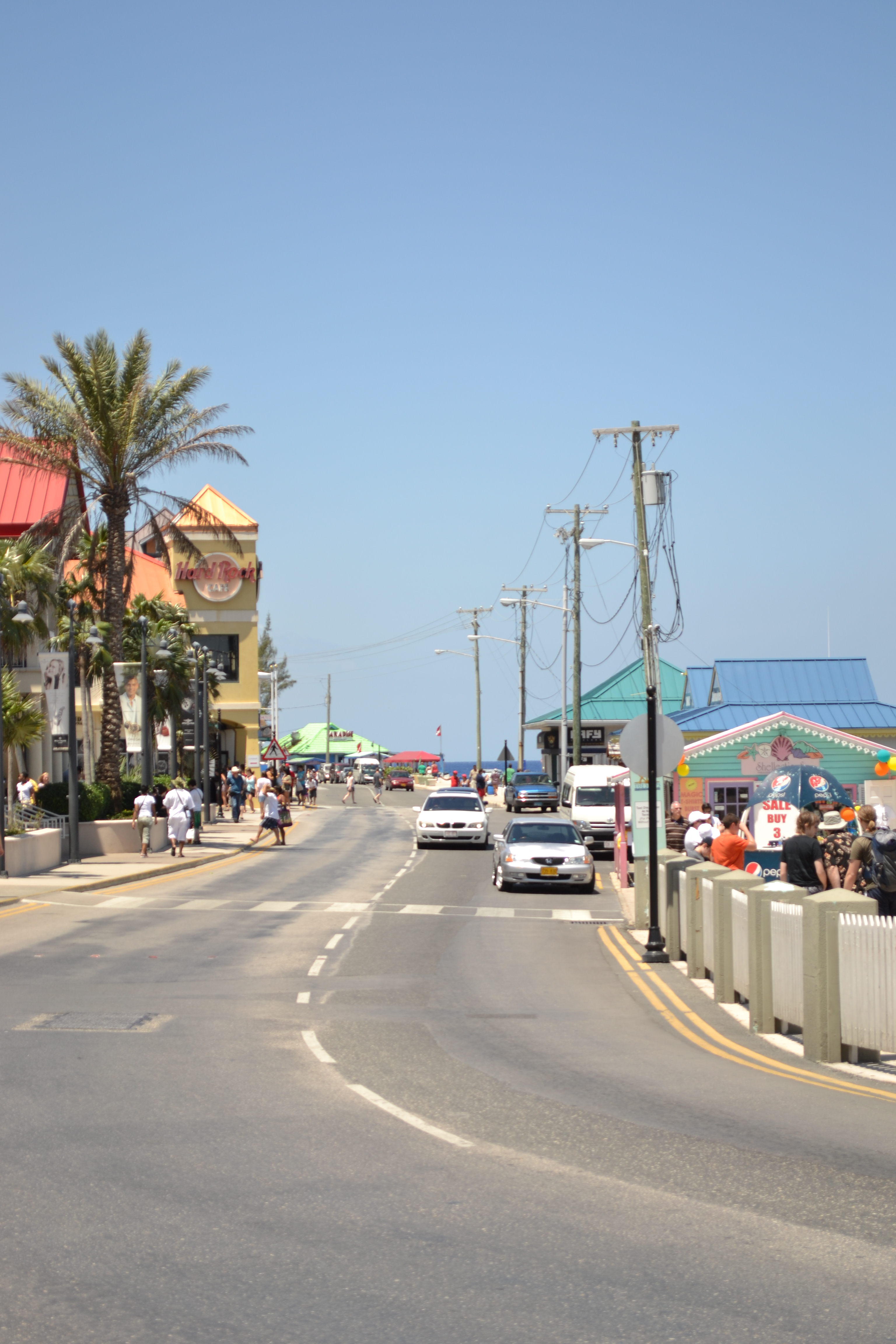
Rue principale, George Town.

George Town, comme le reste de Grand Cayman, est desservie par l'aéroport international Owen Roberts, situé à proximité.
Les routes suivantes desservent la ville :
- East/West Arterial ;
- Linford Pierson Highway ;
- Esterly Tibbetts Highway.

Un service de minibus collectifs fonctionne à George Town entre 6 h du matin et minuit.
De nombreux bateaux de croisières mettent à quai à George Town.

## Éducation

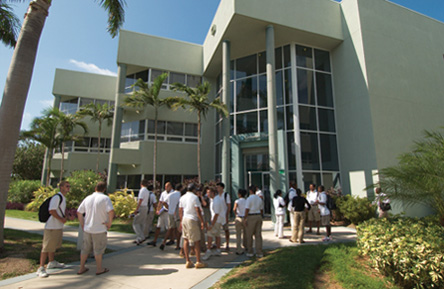
Campus de St Matthew's University, en banlieue de George Town.

Le département de l'éducation des îles Caïmans (en) est responsable de l'école primaire de George Town, du lycée John Grayet de l'University College des îles Caïmans (en). Les enfants de l'archipel ont accès gratuitement à l'éducation primaire et secondaire. Plusieurs églises et fondations prennent en charge des écoles privées offrant des études américaines ou britanniques depuis la maternelle jusqu'au A-level et l'université. Montessori possède également une école à George Town depuis 1988.
L'Université Saint Matthew (en), une école médicale et vétérinaire, est située dans la banlieue de George Town.

## Patrimoine
- Le Fort George datant du XVIIe siècle.
- L'église Saint-Ignace, construite en 1982.
- Le Musée national des Îles Caïmans, ouvert en 1990, présente des collections diverses dont une bonne partie sont issues des collections d'Ira Thompson.

## Quelques Yachts immatriculés à George Town
- L'Octopus de Paul Allen
- Le Pelorus de David Geffen
- L'al Mirqab de Hamad ben Jassem al-Thani
- Le Tatoosh de Paul Allen
- L'Alfa Nero
- Le Seven Seas de Steven Spielberg
- L'Attessa IV de Bill Gates